# 高能可見光
在眼科中，高能可見光（high-energy visible light，HEV light）是在可見光譜中 400~450奈米（nm）或 380~500奈米（nm）的高頻率、高能量的堇紫光。雖然缺乏人眼明確的科學證據，有些研究聲稱其具有对昼夜节律和视网膜健康的负面生物学效应，可能是年龄相关黄斑变性（AMD）的原因之一 。
哈佛醫學院建議在白天照射大量的HEV，據說它可以有效改善大腦的各種功能，如注意力、反應力、心理穩定性、睡眠改善等。另一方面，據說夜間HEV可降低褪黑激素的分泌，是增加罹患癌症、心臟病、糖尿病、肥胖症風險的因素之一。
最近有些太陽眼鏡及美容產品除了抗紫外線，還增加阻擋HEV的功能。但目前並沒有研究顯示HEV對黃斑結構的產生影響，或者使眼睛表現出疲勞。

## 藍光危害
藍光危害（blue light hazard）定義為光化學可能導致的視網膜損傷，主要由波長400~450nm之間的非游離輻射引起的。特別注意，因為它基本上與藍色LED（也用於紫外線LED）的波長重疊，一般被稱爲藍光。這項研究尚未經人體證實，僅在某些囓齒動物、靈長類動物和體外研究中有成效，實驗結果未定論。 
光化學導致的視網膜損傷機制，是由眼睛中的感光細胞吸收光引起的。在光線正常照射感光器的條件下，細胞變混濁並變得無用，直到它通過稱為視覺循環的代謝過程恢復。然而根據報導，當吸收大量藍光時，會導致感光細胞在功能恢復之前，變得混濁後再次惡化。這極大的增加了視網膜細胞氧化損傷的可能性。
利用這種機制，即使對於諸如皮膚、眼鏡鏡片、尤其是視網膜之類的生物組織而言，不太強的紫外線或短波長光，在長時間暴露下，會引起無法恢復的可能。

## 與晝夜節律的關聯
已知視網膜對視神經本身（視網膜神經節細胞）以及感光受體細胞（視桿細胞及錐狀細胞）具有光敏性。該神經元中含有的稱為視黑素的染料對HEV具有敏感性，並且該刺激通過視網膜下視丘投射到視交叉上核，並且參與晝夜節律週期的設定和調整。出於這個原因，HEV已被用於治療睡眠障礙。
白天時，因強烈的日光使褪黑激素的分泌減少，而在夜晚變暗時分泌增加。身體通過降低脈搏頻率、體溫、血壓等，來識別褪黑激素已做好睡眠準備，並具有使其進入睡眠狀態的功能。通過定期在早晨的陽光下活動，可調整褪黑激素分泌的時間和量，以及有調整人體的生物鐘和生物節律之功能。因此，如果你繼續不規律的生活，白天不能攝取陽光，褪黑激素就不能正常分泌，導致失眠等睡眠障礙。
在哈佛大學醫學院研究中發現，夜晚的藍燈使得生物鐘錯誤，並且可能會增加癌症（乳腺癌，前列腺癌等）、糖尿病、心臟病、肥胖等各種關於生活方式疾病的風險。夜間藍光的危險遠遠超出普通人的想像，哈佛醫學院提供以下項目作為藍光對策：1.晚上使用偏紅色的燈 2.就寢前3小時內不要使用過亮的螢幕 3.當暴露在夜間藍光下時，盡量使用抗藍光或濾藍光產品，以減少藍光的影響 4.據說藍光可以有效改善大腦的各種功能，如注意力、反射、精神的穩定、睡眠改善，因此白天適當採取藍光。
在2017年的研討會中，由於光強度和研究規模小，對光喚醒程度之影響的研究不能得出當時的結論。

## 含有HEV的光源
許多自然光和人造光源都包括HEV。除了看似藍色的光外，看起來是白色的光也可能含有HEV。
- 太陽光
- 鹵素燈
  - 相機閃光燈、球場照明燈等
- 水銀燈
  - 殺菌燈
- 黑光燈

- 螢光燈
- 白熾燈
- 紫色LED - 黑光燈和紫外線
- 藍色LED
- 白色LED
  - 需多白色LED通過藍色螢光體和黃色螢光體來組合形成白光。由於這個原因（和其他白光一樣），藍色成分的光會引起上述的藍光視網膜損傷（還未有科學根據）
  - 白色LED照明有LED背光顯示器、平板顯示器、桌上型電腦螢幕或筆記型電腦螢幕、電子書、平板電腦、智慧型手機等。

近年來為了減輕藍光可能造成的影響，減輕HEV（濾/抗藍光）的產品開始出現，如：濾藍光眼鏡、藍光濾波器等。

## 濾藍光眼鏡
雖然濾藍光眼鏡（blue light blocking lenses）在上面上販售，但根據在2017年的研討會表示，並沒有研究顯示濾藍光眼鏡對黃斑結構和功能的影響，或是使眼睛疲勞症狀改善，一項研究顯示與普通眼鏡的疲勞程度不同相反，另一項研究改善了睡眠品質，但總體而言，它並不是絕對的證據。

## 藍光療法
許多研究表示，在400~450nm範圍內的藍光，作為濕疹和牛皮癬的局部治療是有效的，因為它據稱有助於抑制免疫反應 。最近的研究還表明，暴露在414nm的LED光線下，可以改善面部痤瘡。在臨床皮膚病的治療中，越來越多使用紅光及藍光的組合。飛利浦等製造商目前正在開發藍色可見光譜發射裝置及技術，以用於治療皮膚病。